# Agrotis capayana
Agrotis capayana är en fjärilsart som beskrevs av Köhler 1959. Agrotis capayana ingår i släktet Agrotis och familjen nattflyn. Inga underarter finns listade i Catalogue of Life.